# Thor Cederstrand
Hjalmar Thor Cederstrand (24. december 1884 i København - 1961) var en dansk forvalter, trykkeriarbejder, kunsthandler og atlet (kapgang) som 10. maj 1904 i København satte verdensrekord på 50 km kapgang med tiden 5:14.05.
Han var medlem af Københavns Fodsports-Forening (senere Københavns Idræts Forening).
Thor Cederstrand voksede op med sin enlige svenske mor Cicilie Cederstrand (født Nilsson) som kom fra Hallaröd i Skåne samme år som han blev født. Moderen var gift med Peter Bernhardt Robert Cederstrand født i Ystad, der forlod hende og deres fire børn i 1896. Thor Cederstrand boede en tid i Köln i Tyskland hvorfra han kom hjem i efteråret 1906 og 1917 boede han en tid i Landskrona.
Thor Cederstrand var gift med Valborg Mary Petersen (1884-1938), og sammen fik de datteren Ditte Cederstrand, som var forfatter og bl.a. gift med forfatteren Harald Herdal (1900-1979).